# Gustav Peters
Gustav Peters (20. dubna 1885 Praha – 1959) byl československý politik německé národnosti a meziválečný poslanec Národního shromáždění za Německé pracovní a volební společenství a Sudetoněmeckou stranu.

## Biografie
Studoval přírodní vědy a filozofii na pražské německé univerzitě. Roku 1911 byl promován na doktora filozofie. Už jako student byl aktivní v německých spolcích. V letech 1910–1915 byl tajemníkem Společnosti pro podporu německé vědy, umění a literatury v Čechách. V letech 1912–1915 zastával funkci tajemníka německé sekce Galerie moderního umění v Praze. V únoru 1915 narukoval k 73. regimentu v Chebu.
Po roce 1918 se angažoval v zemské vládě provincie Německé Čechy (Deutschböhmen), která se neúspěšně snažila docílit s poukazem na právo na sebeurčení přičlenění etnicky německých oblastí Čech k Německému Rakousku. Poté, co byla vláda Deutschböhmen donucena přesídlit do Vídně, byl jejím vyslancem ve Švýcarsku. V prosinci 1919 se vrátil do Prahy a zapojil se do veřejného a politického života v Československu. V květnu 1920 se stal ředitelem organizace Deutschpolitisches Arbeitsamt.
V roce 1928 patřil spolu s Alfredem Roschem k zakladatelům formace Německé pracovní a volební společenství (DAWG), která se odtrhla od Německé nacionální strany, v níž jim nevyhovoval její negativismus vůči Československu, který poškozoval zájmy sudetoněmeckého průmyslu. V polovině 30. let ovšem přešel do Sudetoněmecké strany, kde byl od roku 1936 členem užšího stranického vedení.
V parlamentních volbách v roce 1929 se stal poslancem Národního shromáždění. Mandát obhájil v parlamentních volbách v roce 1935. Profesí byl spisovatel. Podle údajů z roku 1935 bydlel v Praze. Poslanecké křeslo (coby obyvatel Prahy) na rozdíl od mnoha stranických kolegů neztratil na podzim 1938 v souvislosti se změnami hranic Československa, ale sám na mandát rezignoval v listopadu 1938.